# Tereza Medvedová
Tereza Medvedová, née le 27 mars 1996 à Brezno est une coureuse cycliste slovaque, membre de l'équipe Bepink-Cogeas. Elle a notamment été  championne de Slovaquie du contre-la-montre en 2015 et de cyclo-cross en 2012 et 2013.

## Biographie
En décembre 2009 et décembre 2010, elle gagne le championnat de Slovaquie de cyclo-cross alors qu'elle n'a que respectivement 13 et 14 ans. Étant trop jeune, le titre ne lui revient pas officiellement,.

## Palmarès en cyclo-cross
- 2011-2012
  - 2e du championnat de Slovaquie de cyclo-cross
- 2012-2013
  -  Championne de Slovaquie de cyclo-cross
- 2013-2014
  -  Championne de Slovaquie de cyclo-cross
- 2016-2017
  - 2e du championnat de Slovaquie de cyclo-cross

## Palmarès sur route
- 2013
  -  Championne de Slovaquie du contre-la-montre juniors
- 2014
  -  Championne de Slovaquie du contre-la-montre juniors
  - 2e du contre-la-montre aux Jeux olympiques de la jeunesse
- 2015
  -  Championne de Slovaquie du contre-la-montre
  - 2e du championnat de Slovaquie sur route
- 2016
  - 3e du championnat de Slovaquie sur route
- 2017
  - 3e du championnat de Slovaquie sur route
  - 3e du championnat de Slovaquie du contre-la-montre
- 2018
  -  Championne de Slovaquie sur route
- 2019
  - 2e du championnat de Slovaquie sur route
- 2020
  -  Championne de Slovaquie sur route
  -  Championne de Slovaquie du contre-la-montre
- 2021
  -  Championne de Slovaquie sur route
- 2022
  - 3e du championnat de Slovaquie sur route

## Palmarès sur piste
- 2018
  -  Championne de Slovaquie du 500 mètres
  -  Championne de Slovaquie de poursuite
- 2019
  -  Championne de Slovaquie du 500 mètres
  -  Championne de Slovaquie de poursuite
- 2020
  -  Championne de Slovaquie du 500 mètres
  -  Championne de Slovaquie de poursuite
- 2021
  -  Championne de Slovaquie de poursuite
  -  Championne de Slovaquie de course aux points